# Djup
Djup är ett geometriskt begrepp med olika betydelser.

## Djup i 3D-modeller

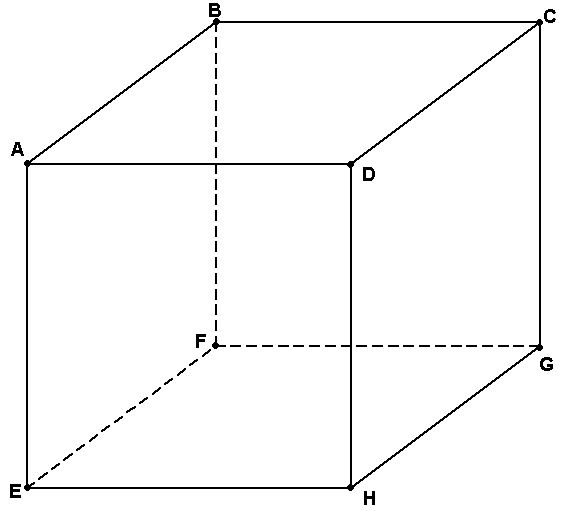
Figuren föreställer en kub. Kubens djup är här sträckan mellan punkten H-G, D-C, E-F eller A-B.

I många geometriska modeller används termen djup och syftar då oftast till längden mellan betraktarens närmaste sida eller punkt i förhållande till den sida eller punkt som är längst borta. Detta begrepp är oftast det som tillkommer då man övergår från 2D- till 3D-modellering.

## Vertikalt djup
Ofta används termen djup för att beskriva den vertikala höjden från ytan i en vätska (oftast vatten) till en given punkt under ytan. Djupet i vatten kan exempelvis mätas med ett lod.